# Flepe lateral alveolar surdo
O flepe lateral alveolar surdo é um tipo de som consonantal, usado em algumas línguas faladas. O símbolo no Alfabeto Fonético Internacional que representa esse som é ⟨ɺ̥⟩, uma fusão de uma letra minúscula ⟨r⟩ de cabeça para baixo com uma letra ⟨l⟩ e um diacrítico que indica fonação surda.

## Características
- Seu modo de articulação é tepe ou flepe, o que significa que é produzida com uma única contração dos músculos de forma que um articulador (geralmente a língua) é lançado contra outro.
- Seu ponto de articulação é alveolar, o que significa que se articula com a ponta ou lâmina da língua na crista alveolar, denominada apical e laminal, respectivamente.
- Sua fonação é surda, o que significa que é produzida sem vibrações das cordas vocais.
- É uma consoante oral, o que significa que o ar só pode escapar pela boca.
- É uma consoante lateral, o que significa que é produzida direcionando o fluxo de ar para os lados da língua, em vez do meio.
- O mecanismo da corrente de ar é pulmonar, o que significa que é articulado empurrando o ar apenas com os pulmões e o diafragma, como na maioria dos sons.

## Ocorrência
| Língua   | Palavra                | AFI | Notas |
| -------- | ---------------------- | --- | ----- |
| Yavitero | [ exemplo necessário ] |     |       |